# Blut Royale
Blut Royale è un EP dei Combichrist, uscito in tiratura limitata a 666 copie in vinile 12''.

## Tracce
Lato A
1. Blut Royale (instrumental) – 5:30
2. Vater Unser (2004 Combicritter mix) – 4:48

Lato B
1. Tractor (edit) – 3:48
2. Tractor (long drive) – 5:01